# Grünes Band für vorbildliche Talentförderung im Verein
Das Grüne Band für vorbildliche Talentförderung im Verein war ein seit 1986 bis 2021 von der Commerzbank AG und dem Deutschen Olympischen Sportbund (DOSB) verliehener Preis für Vereine, die sich in besonderem Maße in der leistungssportlichen Nachwuchsförderung engagieren. Jährlich erhielten 50 Sportvereine unabhängig von ihrer Größe oder der Popularität ihrer Sportart eine Auszeichnung, die mit einer Fördersumme von je 5.000 Euro verbunden war.
Die Jury stützte ihre Entscheidungen auf folgende standardisierte Prämierungskriterien, die auf dem Nachwuchsleistungssportkonzept 2020 des Deutschen Olympischen Sportbundes basierten:
- Basis der Talentsichtung
- Angaben zur systematischen Talentförderung
- Darstellung der Trainersituation
- Zusammenarbeit mit anderen Institutionen (zum Beispiel Verbände, Landessportbünde, Wirtschaft, Schulen)
- Angaben zur sportmedizinischen Beratung, Ernährungsberatung sowie zur übergreifenden Präventionsarbeit
- Art und Umfang über weiteres soziales und gesellschaftliches Engagement des Vereins / der Abteilung
- Kaderentwicklung sowie Nachweise nationaler und internationaler Erfolge im Nachwuchs- und Spitzenbereich

Der jährliche Bewerbungszeitraum begann Mitte Dezember und endet am 31. März des Folgejahres. Die fünfköpfige Jury wählte die aktuellen Preisträger jeweils Ende Juni aus. Hinter der Entscheidung, welche 50 Vereine für vorbildliche Nachwuchsförderung prämiert wurden, stand eine hochkarätige Jury. 2016 setzte sie sich zusammen aus Michael Vesper (Vorstandsvorsitzender des Deutschen Olympischen Sportbundes), Uwe Hellmann (Leiter Brand Management der Commerzbank), Karin Augustin (Präsidentin des Landessportbundes Rheinland-Pfalz), Ole Bischof (Vizepräsident Leistungssport des Deutschen Olympischen Sportbundes) und Meike Evers-Rölver (Vertreterin Athletenkomitee, Welt-Anti-Doping-Agentur (WADA) 2008 bis 2011).
Von der mit dem „Grünen Band“ einhergehenden Förderprämie profitierten in den letzten 30 Jahren bereits mehr als 200.000 Kinder und Jugendliche aus rund 1.800 Vereinen.
Anlässlich des Jubiläums wurden 2016 zusätzlich zu den 50 Preisträgern erstmals drei „Grüne Ehrenbänder“ an Vereine vergeben, die sich während der letzten drei Jahrzehnte in besonderem Maße in den Bereichen Nachhaltigkeit, soziales Engagement und internationale Erfolge verdient gemacht haben. Mit dem Sonderpreis wurden der Berliner TSC, der TSV Bayer 04 Leverkusen und die Gehörlosen Bergfreunde München geehrt.

## Preisträger (Auswahl)
| Verein                                              | Bundesland        | Sportart                        | Auszeichnungsjahr      |
| --------------------------------------------------- | ----------------- | ------------------------------- | ---------------------- |
| ASV Urloffen e. V.                                  | Baden-Württemberg | Ringen                          | 2021                   |
| FZC blau-weiß Philippsburg e. V.                    | Baden-Württemberg | Ju-Jutsu                        | 2021                   |
| Karlsruher Schachfreunde 1853 e. V.                 | Baden-Württemberg | Schach                          | 2021, 2015, 1991       |
| SV Mergelstetten                                    | Baden-Württemberg | Sportakrobatik                  | 2021                   |
| Tanzsportzentrum Stuttgart-Feuerbach e. V.          | Baden-Württemberg | Turniertanz                     | 2021                   |
| WSV Isny e. V.                                      | Baden-Württemberg | Ski / Schneesport / Wintersport | 2021                   |
| Heidenheimer Sportbund 1846 e. V.                   | Baden-Württemberg | Baseball                        | 2020                   |
| MTG Mannheim 1899 e. V.                             | Baden-Württemberg | Leichtathletik                  | 2020                   |
| Stuttgarter Golf-Club Solitude e. V.                | Baden-Württemberg | Golf                            | 2020                   |
| SV Kirchzarten e. V.                                | Baden-Württemberg | Skilanglauf                     | 2020                   |
| TSG Backnang 1846 TuS e. V.                         | Baden-Württemberg | Turnen                          | 2020                   |
| TSV Handschuhsheim 1886 e. V.                       | Baden-Württemberg | Rugby                           | 2020                   |
| TSV Schmiden 1902 e. V.                             | Baden-Württemberg | Rhythmische Sportgymnastik      | 2020                   |
| Golfclub Mannheim-Viernheim 1930 e. V.              | Baden-Württemberg | Golf                            | 2019                   |
| Skisport Franken Heilbronn e. V.                    | Baden-Württemberg | Inline Speedskating             | 2019                   |
| TV 1861 Rottenburg e. V.                            | Baden-Württemberg | Volleyball                      | 2019                   |
| TG Böckingen 1890 e. V.                             | Baden-Württemberg | Turnen                          | 2019                   |
| SV Germania Obrigheim e. V.                         | Baden-Württemberg | Gewichtheben                    | 2019                   |
| Turnerschaft Langenau 1964 e. V.                    | Baden-Württemberg | Triathlon                       | 2019                   |
| Taekwondo Club Ingelheim e. V.                      | Rheinland-Pfalz   | Taekwondo                       | 2019, 2013, 1996       |
| Wissener Schützenverein e. V. 1870                  | Rheinland-Pfalz   | Sportschießen                   | 2019                   |
| Berliner Turn- und Sportclub e. V.                  |                   | Schwimmen                       | 2018                   |
| LTTC „Rot-Weiß“ e. V.                               |                   | Tennis                          | 2018                   |
| Olympischer Sportclub Potsdam Luftschiffhafen e. V. |                   | Kanu-Rennsport                  | 2018                   |
| Radsportclub Cottbus e. V.                          |                   | Radrennsport                    | 2018                   |
| SC Banzai e. V.                                     |                   | Karate                          | 2018                   |
| Sportclub Einheit Luckau e. V.                      |                   | Kegeln                          | 2018                   |
| KSG Zeitz e. V.                                     | Sachsen-Anhalt    | Ju-Jutsu                        | 2017, 2011, 2001, 1996 |